# Абгінавагупта
Абхінавагупта (*अभिनवगुप्त, 950 —1020) — індійський середньовічний філософ, вчений, поет, письменник. У кашмірському шайвізм вважається аватарою Шиви.

## Життєпис
Походив з відомої кашмірської родини брамінів. Рано втратив матір, а його батько став вести життя аскета. Все це суттєво вплинуло на світосприйняття Абхінавагупти. В подальшому значний проміжок навчався у різних гуру вішнуїзму, буддизму, шиваїзму. Всього у нього було 15 вчителів (гуру). До 30-33 років багато подорожував Кашміром, водночас вивчаючи різні філософські та релігійні течії.
З часом сам отримав статус гуру, заснував свій філософський дім (ашрам), де навколо нього зібралися родичі та учні.

## Філософія та релігія
Серед філософських робіт важливими є «Ішварапрат'ябхіджна—вімарашині» («Коментар до Віршів про визнання Господа») і «Ішварапрат'ябхіджна-вівраті—вімарашині» ("Коментар до пояснення «Ішварапрат'ябхіджни»), які є основоположним у передачі вчення школи Прат'ябхіджна (відгалуження кашмірського шиваїзму).
Найзначущою релігійною працею є «Тантралока» («Світ тантри»), де автор здійснив спробу поєднати усі системи «Тріки» (поєднання Шиви, Шакти й Ану). Ці ж думки представлені у скороченому варіанті «Тантралоки» — «Тантрасарі» («Сутність тантри»)
Іншим важливим твором є «Паратрішика-віварана» — коментар до «Паратрішики», де деталізується значення фонематичних енергій та їх послідовних порядкових систем: Матріки та Маліні.
Також у доробку є праці: «Паратрішика-лаґхивірті» («Короткий коментар до Паратрішики»), «Пар'ян-тапансашика» («П'ятдесят віршів про Вищу Реальності»), «Рахас'я-пансадашика» («П'ятнадцять віршів про містичне вчення»), Лаґхві-ракрія («Короткі церемонії»), «Девістотра-віварана» ("Коментар до «Гімну Деві») і «Парамартхасара» («Сутність Вищої Реальності»). Крім того, 15 релігійних гімнів.